# 선산임씨 효열문
선산임씨 효열문은 대한민국 충청북도 영동군 양산면에 있다. 1996년 4월 15일 영동군의 향토유적 제40호로 지정되었다.

## 개요
이원동의 처 선삼임씨의 열행을 기리기 위한 효열문이다.